# Paradicsomleves betűtésztával – Etetős versek a menzáról
A Paradicsomleves betűtésztával – Etetős versek a menzáról 2016-tól sugárzott magyar televíziós 2D-s számítógépes animációs sorozat, amelynek rendezője Benkovits Bálint, producere Csortos Szabó Sándor.
A tévéfilmsorozat Lackfi János azonos című verseskönyve alapján készült. Műfaja: zenés filmsorozat. Az animációs játékfilmsorozat Magyarországon a TV2-n volt látható a TV2 Matiné című műsorblokkban.

## Epizódok
1. Tökfőzelék
2. Kakaós csiga
3. Fagyi
4. Pizza
5. Rántott hús
6. Palacsinta
7. Ízes bukta
8. Paradicsomos káposzta
9. Főtt hús meggyszósszal
10. Tojásleves
11. Nudli
12. Szilvás gombóc
13. Mákos tészta

## Gyártás
- Rajzolta: Megyeri Annamária
- Animáció: Nyikos László, Benkovits Bálint
- Kompozitáló: Sarkadi Nagy Balázs
- Zene: Kompánia Színházi Társulat
- Hangszerelés: Lukács László
- Ének: Szalay Henrietta, Kemény Rozália
- Ukulele: Lukács László
- Hegedű: Nyíri László
- Basszusgitár: Heppes Miklós
- Mandolin, Gitár: Bodacz Péter

A felvétel az OffBeat stúdióban készült. Készült a Médiatanács Magyar Média Mecenatúra programjának támogatásával.